# 卢马市镇
卢马市镇（瑞典語：Lomma kommun）是瑞典南部斯科讷省的一个市镇。其治所位于卢马。